# سفری با قایق
سفر با قایق (انگلیسی: Boat Trip) یک فیلم سینمایی آمریکایی در ژانر کمدی رمانتیک محصول سال ۲۰۰۲ به کارگردانی مورت ناتان (در اولین کارگردانی فیلم سینمایی) و بازیگران اصلی کوبا گودینگ جونیور ، هوریشیو سنز ، ویویکا ای فاکس ، روزلین سانچز و راجر مور این فیلم در تاریخ ۲۱ مارس ۲۰۰۳ در ایالات متحده اکران شد.

## داستان
جری (کوبا گودینگ جونیور) و نیک (هوریشیو سنز) دو دوست صمیمی هستند که زندگی عاشقانه دارند. دوست دختر جری ، فلیشیا (ویویکا ای فاکس) پس از استفراغ در طی یک سواری با بالون در هوای گرم پیشنهاد ازدواج خود را رد کرد. بعد از اینکه نیک با دوستی که در حال ازدواج با دختر زیبا و جوان تری است که در یک سفر دریایی تنها قرار ملاقات دارد تصمیم می‌گیرد که یک سفر دریایی مشابه با جری را انجام دهد.

## بازیگران
- کوبا گودینگ جونیور به عنوان جری رابینسون
- هوریشیو سنز در نقش نیک راگونی
- روزلین سانچز در نقش گابریلا
- ویویکا ای فاکس در نقش فلیشیا
- ماوریس گودین در نقش هکتور
- راجر مور در نقش لوید فاوورشام
- لین شی در نقش مربی سونیا
- ویکتوریا سیلوستدت
- کن کمپبل در نقش تام
- زن گسنر
- ویلیام بومیلر در نقش استیون
- نوح یورک
- توماس لنون به عنوان کشیش
- ریچارد راوندتری در نقش پدر فلیشیا
- باب گانتون به عنوان کاپیتان قایق
- جنیفر گریس در نقش شری
- ویل فرل در نقش مایکل ، دوست پسر برایان
- آرتی لانگی در نقش برایان
- جیمی فرل [۲][۳]